# حمير (قبيلة)
قبيلة حمير قبيلة ذات كيان عشائري قوي وهي أحد أكبر قبائل الجزيرة العربية واقدمها يقدر عمرها بمئة وعشرة سنة قبل الميلاد إلى الآن وانتشرت قبائل حمير بالأرض فمنهم باليمن والسعودية والإمارات وسلطنة عمان والعراق وسوريا.

## نسب قبيلة حِمير
حمير بن سبأ بن يشجب بن يعرب بن قحطان بن هود.

## تأثير قبيلة حِمير باليمن في التاريخ القديم
حمير قبيلة كان لها كيان ملكي باليمن في التاريخ القديم فقد كانت مملكة باليمن وتسمى بمملكة حمير وهي اخر مملكة يمنية قبل الإسلام [بحاجة لمصدر] فكان الملوك وتبابعة وأقيال اليمن من نسل حمير ومنهم:
- حمير بن سبأ
- ذمار علي يهبر
- الهميسع بن حمير
- أيمن بن الهميسع بن حمير
- زهير بن أيمن بن الهميسع بن حمير

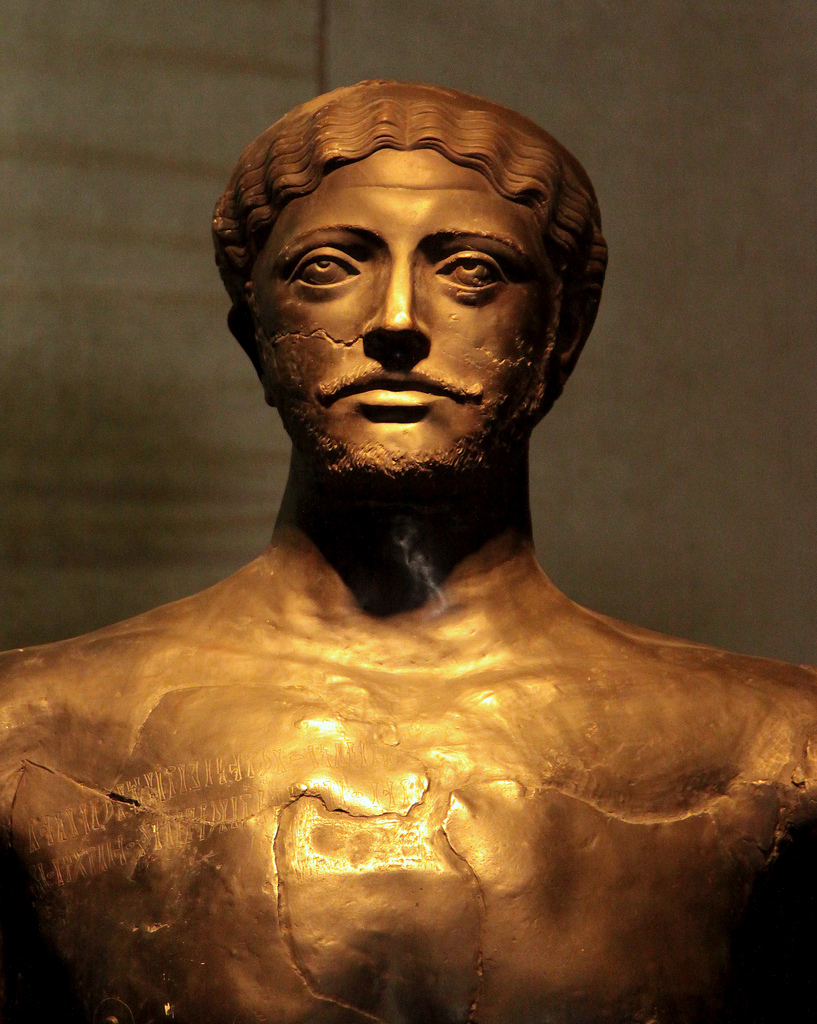
تمثال للملك ذمار علي يهبر

ظفار يريم موطن و مكان نشأت المملكة الحميرية

ونشأت المملكة الحميرية آنذاك في ظفار يريم
ووصل صيت مملكة حمير إلى الرومان واليونان ، وكانوا يطلقون على ملوك حمير بالتبابعة لانه عند موت الملك يتبعه اخر في الحكم
بلغت مملكة حمير في الحكم الصين والهند وأفريقيا وسمرقند فكان تاثير المملكة الحميرية آنذاك قوياً ونافذاً وتعد من اقوى الممالك في التاريخ القديم أو تاريخ اليمن.

## أسعد الحِميريوكسوةالكعبة
أول رجل من بني آدم كسى الكعبة كان التبع أسعد أبو الكرب الحميري ويعرف في كتب التراث العربية باسم أسعد الكامل وهو أحد ملوك مملكة حمير وكان أطول ملوك حمير حكماً[بحاجة لمصدر] و كان أسعد مؤمناً
و كان مقبلا يغزو البلدان فنزل بالمدينة و جمع علمائهم وأحبارهم فجاء اليه رجلين عالمين من بني قريظة ينهونه عن غزو المدينة فأخبروه انه سيخرج نبي من بني اسماعيل مولده بمكة والمدينة دار هجرته اسمه احمد واخبروا أسعد بانه لن يدركه فأعجبه ما سمع منهما فتبعهما على دينهما فقال أسعد ما كان ليكون خراب هذه البلد على يدي فتناهى عن غزوهم وذهب إلى الاوس و الخزرج فقال لهم اقيموا بهذا البلد فان خرج فيكم النبي فنصروه وازروه و ان لم يخرج فوصوا بذلك ابنائكم ورحل عن المدينة متوجها على مكة لانها طريقا لعودته لليمن حتى إذا كان بين عسفان  وأمج،  أتاه نفر من هذيل بن مدركة بن إلياس بن مضر بن نزار بن معد بن عدنان  فقالوا له : أيها الملك ألا ندلك على بيت مال داثر أغفلته الملوك قبلك فيه اللؤلؤ والزبرجد والياقوت والذهب والفضة ؟ قال : بلى قالوا بيت بمكة ;  يعبده أهله ويصلون عنده، وإنما أراد الهذليون  هلاكه بذلك لما عرفوا من هلاك من أراده من الملوك وبغا عنده فلما أجمع لما قالوا أرسل إلى الحبرين فسألهما عن ذلك فقالا له ما أراد القوم إلا هلاكك، وهلاك جندك ما نعلم بيتا لله عز وجل اتخذه في الأرض لنفسه غيره، ولئن فعلت ما دعوك إليه لتهلكن، وليهلكن من معك جميعا فماذا تأمرانني أن أصنع إذا أنا قدمت عليه ؟ قالا : تصنع عنده ما يصنع أهله تطوف به وتعظمه وتكرمه، وتحلق رأسك عنده، وتذل له حتى تخرج من عنده قال : فما يمنعكما أنتما من ذلك ؟ قالا : أما والله إنه لبيت أبينا ابراهيم  عليه السلام، وإنه لكما أخبرناك، ولكن أهله حالوا بيننا، وبينه بالأوثان التي نصبوها حوله، وبالدماء التي يهريقون عنده، وهم نجس أهل شرك أو كما قالا له فعرف نصحهما وصدق حديثهما، وقرب النفر من هذيل  فقطع أيديهم وأرجلهم، ثم مضى حتى قدم مكة  فطاف بالبيت،  ونحر عنده وحلق رأسه، وأقام بمكة  ستة أيام فيما يذكرون ينحر بها للناس، ويطعم أهلها، ويسقيهم العسل ، وأري في المنام أن يكسو البيت  فكساه الخصف، ثم أري في المنام أن يكسوه أحسن من ذلك فكساه المعافر، ثم أري أن يكسوه أحسن من ذلك فكساه الملاء والوصائل فكان تبع  فيما يزعمون أول من كسا البيت، وأوصى به ولاته من جرهم  وأمرهم بتطهيره، وأن لا يقربوه دما ولا ميتة ولا مئلاة وهي المحايض، وجعل له بابا، ومفتاحا ففي ذلك قالت سبيعة بنت الأحب  - تذكر ابنها خالد بن عبد مناف بن كعب بن سعد بن تيم بن مرة بن كعب بن لؤي بن غالب،  وتنهاه عن البغي بمكة،  وتذكر له ما كان من أمر تبع  فيها

## قبيلة حِمير ودخولالإسلام
حين انتشر صيت ديانة الإسلام وقويت شوكته وبلغ افاق عظيمة ارسل الرسول صلى الله عليه وسلم أكثر من رسول ليبلغ قبيلة حمير بدين الإسلام حتى اسلمت قبائل حمير وملوكها و كان ذلك في العام الثامن من الهجرة

## الصحابة من قبيلة حِمير ودورهم في نصرة الإسلام
من الصحابة من قبيلة حمير ذو الكلاع الحميري واسمه أسْمَيْفَع بن ناكور، وقيل أيفع، وقيل سُمَيْفِع و يكنى بأبي شرحبيل أو أبو شرحبيل كان سيدا في قومه وكتب اليه الرسول صلى الله عليه وسلم التعاون في قتل الأسود العنسي و له حديث مروي عن النبي صلى الله عليه وسلم حيث روى ابن لهيعة عن كعب بن علقمة، عن حسان بن كليب الحميري، عن ذي الكلاع الحميري أنه قال:«سمعت رسول الله  يقول:اتْرُكُوا التّرْكَ مَا تَرَكُوكُمْ» و اشترك في معركة صفين في صف معاوية بن أبي سفيان، مع اعتقاده ببراءة علي بن أبي طالب من دم عثمان بن عفان، وقُتل فيها[بحاجة لمصدر]
و من الحميريين الذين ساهموا في نصرة الإسلام ابن ذو الكلاع الحميري وهو شرحبيل بن ذي الكلاع الحميري وهو قائد عسكري مسلم من قادة بني أمية شارك في معركة عين الوردة في جند الأمويين، وساهم في تحقيق النصر فيها على التوابين المطالبين بالثأر لمقتل الحسين بن علي في معركة كربلاء، وكان والي العراق حينها عبيد الله بن زياد. لكن المطالبين بالثأر ما لبثوا أن ثاروا مرة أخرى يقودهم إبراهيم بن الأشتر النخعي في معركة نهر الخازر، التي قُتل فيها ابن زياد عام 66 هـ. اشترك بن ذي الكلاع مع ابن زياد.[بحاجة لمصدر] و من الصاحبة من قبيلة حمير حوشب ذي ظليم الحميري و هو من رواة الحديث

## القبائل التي يعود نسبها إلى حِمير
و من القبائل التي يصل نسبها إلى حمير:
- قبيلة المشاجر
- قبيلة المراقشة
- قبيلة يافع
- قبيلة المهرة
- قبيلة نهد
- قبيلة نوح
- قبيلة العوالق
- قبيلة سيبان
- قبيلة الحموم
- قبيلة الشحر

## حديث الرسول في حِمير
قال رسول الله صلى الله عليه وسلم (كان هذا الامر في حمير فنزعه الله منهم وجعله في قريش وسيعود اليهم) 

## ديار قبيلة حِمير
بعض قبائل حمير هاجرت منذ مئات السنين من ارضها باليمن إلى شتى أنحاء الأرض إما لأسباب دينية أو تجارية أو أسباب تخص الحكم والسلطة و بعض هذه البلدان العراق وسوريا والسعودية والإمارات وسلطنة عمان ومصر